# رومان مونتانيز
رومان مونتانيز (بالإسبانية: Román Montañez)‏ مواليد 18 فبراير 1979 في سان خوان دي تورويلا، إسبانيا، هو لاعب كرة سلة محترف إسباني بدأ مسيرته الاحترافية في سنة 1995 يلعب مع فريق باسكت مانريسا في الدوري الإسباني لكرة السلة ويحمل الرقم 8. فاز بمسابقة كرة السلة في ألعاب البحر الأبيض المتوسط 2001.

## فرق لعب لها
- باسكت مانريسا
- نادي بلد الوليد لكرة السلة
- بلباو باسكت
- بلد الوليد
- بالونكيستو فوينلابرادا

## روابط خارجية
- رومان مونتانيز على موقع الاتحاد الدولي لكرة السلة (الإنجليزية)
- رومان مونتانيز على موقع الدوري الإسباني لكرة السلة (الإسبانية)
- رومان مونتانيز على موقع كرة السلة الأوروبية.كوم (الإنجليزية)
- رومان مونتانيز على موقع ريلجم (الإنجليزية)
- رومان مونتانيز على موقع بروبوليرز (الإنجليزية)
- رومان مونتانيز على موقع سبورتس رفرنس (الإنجليزية)